# Carrer de Santa Magdalena (Vilafranca del Penedès)
El Carrer de Santa Magdalena és un carrer del municipi de Vilafranca del Penedès (Alt Penedès) que forma part de l'Inventari del Patrimoni Arquitectònic de Catalunya. El carrer de Santa Magdalena enllaça el carrer medieval dels Ferrers amb la carretera de Guardiola de Fontrubí. Està format per cases de comparet a banda i banda, generalment de planta baixa, entresòl, pis i golfes, o de dos pisos, sota coberta de teula àrab. Cal destacar els balcons i les grans portes d'arc rebaixat. L'estructura general d'aquest tipus de construcció respon a la seva adaptació funcional a l'activitat agrícola.